# Patricio Yáñez
Patricio Yáñez (Quillota, 20 de janeiro de 1961) é um ex-futebolista chileno. Ele competiu na Copa do Mundo FIFA de 1982, sediada na Espanha.